# Стівен Ґандрі
Стівен Р. Ґандрі (англ. Steven R. Gundry) — американський кардіохірург та письменник. Насамперед відомий як автор книги «Рослинний парадокс». Він також розробив та запатентував дев'ять хірургічних приладів, які допомагають якісніше проводити відкриті операції на серці.

## Біографія
1972 року здобув ступінь бакалавра в Єльському університеті, а 1977 року — медичний ступінь в Медичній школі штату Джорджія. Після закінчення вузу, здобував практику у сфері загальної та торакальної хірургії в університеті Мічигану, а також працював як клінічний ад'юнкт-професор в Національних інститутах здоров'я. 1985 року його запросили на посаду професора хірургії та педіатрії до медичної школи Університету Лома-Лінда, де згодом він став керівником та головою торакальної хірургії.
2002 року залишив свою посаду та започаткував Міжнародний інститут серця та легень, почавши лікувати пацієнтів за допомогою дієти, яка виключає вживання лектинів. 2008 року світ побачила його дебютна книга — «Дієтична еволюція Доктора Ґандрі» (англ. Dr. Gundry’s Diet Evolution), а 2017 — книга під назвою «Рослинний парадокс» (англ. The Plant Paradox). 10 квітня 2018 року вийшла кулінарка книга «Рослинний парадокс. Кулінарна книга: 100 смачних рецептів, які допоможуть схуднути, зцілити черево та жити без лектину» (англ. The Plant Paradox Cookbook: 100 Delicious Recipes to Help You Lose Weight, Heal Your Gut, and Live Lectin-Free).

## Переклади українською
- Стівен Р. Ґандрі. Рослинний парадокс. — К. : BookChef, 2018. — 416 с. — ISBN 978-617-7559-19-0.